# Bossiaea walkeri
Bossiaea walkeri är en ärtväxtart som beskrevs av Ferdinand von Mueller. Bossiaea walkeri ingår i släktet Bossiaea och familjen ärtväxter. Inga underarter finns listade i Catalogue of Life.